# Glenea rubrobasicornis
Glenea rubrobasicornis är en skalbaggsart som beskrevs av Stefan von Breuning 1962. Glenea rubrobasicornis ingår i släktet Glenea och familjen långhorningar. Inga underarter finns listade i Catalogue of Life.